# Фонтан ди Треви
Фонтанът ди Трѐви (на италиански: Fontana di Trevi) е един от най-известните фонтани в света и се намира в центъра на италианската столица Рим. Разположен е на малък площад и е вграден в двореца Поли. Името му е „Треви“, защото свързва три улици (на италиански tre vie). Той е построен през 1762 г. от Никола Салви. Скулптурите във фонтана са на Пиетро Брачи. В центъра на фонтана е фигурата на бог Нептун (Океан), а от двете му страни има по една женска фигура, алегории на изобилието и здравето. Смята се, че ако човек хвърли монета в него, някой ден ще се върне отново в Рим.
До фонтана е разположена църквата „Св. св. Викентий и Анастасий“, която от 2002 до 2013 година е дадена за използване от Българската православна църква.

## История
Фонтанът се намира при срещата на три улици (tre vie), където е крайната точка на акведукта Acqua Vergine, който е античният акведукт Аква Вирго, построен през 19 г. от Марк Агрипа. Акведуктът захранвал с вода баните на Агрипа на Марсово поле и се използва във водоснабдяването на града и до днес.
На мястото през годините е имало чешма с три корита. Още папа Николай V (1447 – 1455) поръчва на архитект Алберти проект за фонтан на мястото на съществуващите чешми. През 1629 г. папа Урбан VIII също поръчва на Бернини да проектира фонтан, но след като папата умира, проектът е изоставен. Въпреки това днес съществуващият фонтан има много черти от стила на Бернини. Съществува ранен проект и на Пиетро да Кортона, запазен в Албертина, Виена.
По време на бароковата ера става популярно да се провеждат конкурси за архитектурните проекти. През 1730 г. папа Климент XII обявява конкурс за фонтана, който печели флорентинецът Алесандро Галилеи, а второ място заема Никола Салви. Римляните обаче остро протестират срещу чужденеца и проектът все пак е възложен на Салви. Строителството започва през 1732 г.
Салви умира през 1751 г. без да завърши работата. На негово място е нает архитектът Джузепе Панини, който го завършва през 1762 г. За украсата на фонтана работят четирима скулптори: Пиетро Брачи (негова е статуята на Океан в централната ниша): Филипо дела Вале и Андреа Бергонди. Панини избира алегорични фигури на изобилието и здравето вместо планираните скулптури на Агрипа и девицата, но двамата присъстват като персонажи в релефните картини. Фонтанът е открит тържествено на 22 май 1762 от папа Климент XIII
Голяма част от фонтана е изградена от травертин, добиван недалеч от Тиволи в Лацио, на около 35 км на изток от Рим. Заобиколен е със скални блокове, които го свързват неразривно с площада и двореца Поли и създават драматичен ефект.

## Легенди
Според легендата изворът на питейна вода за Aqua Virgo бил посочен на древните римски строители от девица на около 13 км от града (тази сцена е изобразена на фасадата на фонтана). В крайна сметка пътят на акведукта бил отклонен и той е дълъг 22 км.

### За архитектурата
От дясната страна на фонтана е разположена голяма мраморна ваза. По времето, когато се е строял фонтанът, от същата страна е имало бръснарница. Бръснарят постоянно упреквал Салви, че фонтанът трябвало да се направи иначе, че някоя статуя би стояла на друго място по-добре и т.н. Тогава Николо Салви изработил мраморна ваза точно срещу бръснарницата, и ако се застане точно от мястото, където е била разположена бръснарницата, ще се види, че тази ваза скрива целия фонтан.

### За монетите
През XVIII век германските интелектуалци, които пристигат в Рим по това време, създали традицията при заминаване от града да хвърлят монети във водата. Причината била древен езически култ към боговете, намиращи се във водата, и принасянето на дарове към тях. Този ексцентричен за времето си ритуал придобил световна слава и се превърнал в традиция по целия свят благодарение на развитието на туризма след Втората световна война, както и чрез киното, което популяризирало допълнително хвърлянето на монети. Събраните във фонтана монети се даряват за благотворителност, а само през 2012 г. от фонтана са били извадени над 540 000 евро.

## Инциденти
През 2007 г. активисти на групата Ационефутуриста изсипват червена боя в знак на протест срещу бюджета на фестивала Римския филмов фестивал в размер на 15 милиона евро. Червеният цвят символизира червения килим, по който гостите на фестивала преминават. Вандалският акт е съпроводен и с протест в непосредствена близост до фонтана.